# Todd's Adventures in Slime World
Todd's Adventures in Slime World est un jeu vidéo d'action-aventure développé par Epyx et édité par Atari, sorti en 1990 sur Lynx. Il a été adapté sur Mega Drive en 1991. La version japonaise Mega Drive est titrée Slime World (スライムワールド).